# Rehman Sobhan
Rehman Sobhan (bengali : রেহমান সোবহান; né le 12 mars 1935) est un économiste et combattant bangladais de la liberté. Il a joué un rôle actif dans le mouvement nationaliste bengali (en) dans les années 1960. Il a également été membre de la première Commission de planification au Bangladesh et un proche collaborateur de Sheikh Mujibur Rahman. Il a reçu l'Independence Day Award en 2008.
Actuellement, Sobhan dirige le Centre for Policy Dialogue (CPD), une organisation non gouvernementale de recherche dans les pays en développement.
Elle est, avec Hameeda Hossain, fondatrice magazine mensuel d'actualité en langue anglaise Forum (en).